# SBI日本少額短期保険
SBI日本少額短期保険株式会社（えすびーあいにほんしょうがくたんきほけん）は、SBIホールディングスのグループ会社の少額短期保険会社である。

## 概要
SBI日本少額短期保険は、2006年4月の保険業法改正により誕生した少額短期保険会社である。
賃貸入居者向けの家財保険「みんなの部屋保険G3」を主軸に販売しており、他にも車両保険「みんなのバイク保険」やハーレーダビッドソンオーナー専用保険「HARLEY∣車両＋盗難保険™」、自転車保険「みんなのスポーツサイクル保険」等、幅広い商品展開を有している。全国に2,830店（平成30年7月末現在）ある代理店を介した販売方法に加え、車両保険に関してはウェブを介したダイレクト型の販売も行っている。
2016年9月にSBIグループ入りし、2018年10月に現在の商号へ変更。

## 沿革
- 1998年（平成10年）7月 -「NJclub共済制度」を開始。
- 2006年（平成18年）5月 - 有限会社から株式会社へ組織変更。社名を株式会社日本住宅相互共済会とする。
- 2008年（平成20年）2月 - 近畿財務局に少額短期保険業者登録。日本住宅少額短期保険株式会社として事業開始[4]。
- 2014年（平成26年）4月 - 日本少額短期保険株式会社に社名変更。本社をグランフロント大阪に移転。
- 2015年（平成27年）10月 -『女性活躍リーディングカンパニー』認証[5]。
- 2016年（平成28年）9月 - SBIグループが株式取得、SBIホールディングスの完全子会社となる[6]。
- 2017年（平成29年）1月 - 契約者数が50万人を突破。
- 2018年（平成30年）
  - 3月 - 経常収益が100億円突破[7]。過去最高益を計上。
  - 6月 - 大阪府制度『男女いきいき・元気宣言』事業者に登録[8]。
  - 9月 - 大阪府制度『男女いきいきプラス』事業者に登録[9]。
  - 10月 - SBI日本少額短期保険株式会社に社名変更[10]。保有契約件数が55万件を突破[11]。